# Торчинська селищна територіальна громада
Торчинська селищна територіальна громада — територіальна громада в Україні, в Луцькому районі Волинської області. Адміністративний центр — селище Торчин.
Площа громади — 138,97 км², населення — 9193 мешканці (2018).
Утворена 29 січня 2018 року шляхом об'єднання Торчинської селищної ради та Білостоцької, Буянівської, Веселівської, Садівської сільських рад Луцького району.

## Населені пункти
До складу громади входять 1 селище (Торчин) і 23 села: Барвінок, Білосток, Буяни, Верхи, Веселе, Воютин, Гать, Горзвин, Городині, Дубичанське, Жуковець, Кошів, Михайлівка, Романів, Садів, Сарнівка, Скірче, Смолигів, Тертки, Усичі, Усичівські Будки, Хорохорин та Чорний Ліс.

## Географія
Територією громади протікає річка Серна.
Територія громади в своїй більшості поділена між басейнами двох рік: Чорногузки та Серни. Між ними є чіткий вододіл. Він проходить широкою смугою із заходу на схід північніше сіл Садів, Кошів, Білостік, Горзвин і має вигляд пагорбів з, порівняно, крутими схилами. Народна назва цього вододілу - "торчинські гори". Вона поширена серед жителів вищезазначених сіл та інших сіл в басейні річок Чорногузка та Полонка.